# Ghosts of Loss
Ghosts of Loos jest drugim studyjnym albumem fińskiego zespołu doom metalowego Swallow the Sun, wydanym w 2005. Okładkę albumu zaprojektował i wykonał Tuomo Lehtonen.

## Lista utworów
1. "The Giant" - 11:55
2. "Descending Winters" - 6:11
3. "Psychopath's Lair" - 5:51
4. "Forgive Her..." - 9:02
5. "Fragile" - 7:12
6. "Ghost of Laura Palmer" - 8:07
7. "Gloom, Beauty and Despair" - 8:45
8. "The Ship" - 8:55

## Twórcy
- Mikko Kotamäki - śpiew
- Matti Honkonen - gitara basowa
- Markus Jämsen - gitara elektryczna
- Aleksi Munter - instrumenty klawiszowe
- Pasi Pasanen - perkusja
- Juha Raivio - gitara elektryczna

## Wydania
Wersja digipack zawiera dodatkowe utwory wydane na DVD:
1. "Descending Winters" (promocyjny wideoklip)
2. "Swallow (Horror pt.1)" (wersja live)
3. "Deadly Nightshade" (wersja live)
4. "Through Her Silvery Body" (wersja live)
5. "Psychopath's Lair" (wersja live)